# 马布岛
马布岛是位于马来西亚沙巴斗湖省下的仙本那县东南侧海岸的的一座小岛，地处菲律宾和婆罗洲岛之间，岛上大概有2,000名居民。这个距离仙本那15公里、占地20公顷的海岛在地势上几乎没有太大的起伏,岛上平均海拔仅有2—3米。马布岛周侧几乎均被雪白海滩环绕，唯有小岛的西北部分布着大约2平方公里的暗礁。
在20世纪70年代，马布岛只是一座仅有渔民居住的小海岛，但自从20世纪90年代以来，由于与西巴丹岛相近，马布岛逐渐被人们所熟知并在游客中流行开来。近年来，由于外海域富有微型海洋生物并适宜浮潜和岛上休闲，马布岛享有“世界最佳漫游景区”的美名。

## 常住人口
马布岛上有两个主要的村落。自1999年以来，大约有2000名常住居民居住在马布岛，其中一半的儿童年龄在14岁以下。而在这些常驻居民中，大部分实际是属于来自于周边区域如菲律宾南部群岛的移民。由于岛上大多为渔民，马布岛上村落的主要经济来源依赖于渔民所捕捞的各种海产，诸如乌贼、墨鱼等其他海鱼。可能由于其海产丰富，马布岛的渔民喜欢在靠近马来西亚与菲律宾的国界线上捕鱼。每一次出海，渔民都会在海上漂泊3-5天。而当他们归来，被捕捞的海产会被送至仙本那进行贩售。

## 岛内建设
岛上主要的建筑包括一个清真寺、几所学校和居民社区，其主要的交通措施是游船。
在过去，马布岛被认为是私人所有。在20世纪70年代，马布岛所有带领村民开始在除捕鱼之外，在岛上种植椰子。而在1992年末，马布度假村（SMART）买下了马布岛东边的一部分作为游客的旅游景区。

## 潜水环境
马布岛可以说是世界上微型海族生物最富饶的潜水景区之一。在马布岛，能提供水肺潜水的景区就有6处，除了一处坐落在距离海滩500米远的油田钻井平台上，其他各处都分布在岛屿四周。在岛上，也有多处民宿或是客栈会提供潜水服务。
在马布岛的沿海海域，有着不计其数的焰红鱆鱼、蓝环、变色乌贼和截尾枪。这里还能看到各种种类的虾虎鱼诸如红天线虾虎。而那些巨大、色彩斑斓的躄鱼和鲉鱼在这片区域里也随处可见。所以说，马布岛也是是海洋生物摄影师梦寐以求的，能把稀有生态种类拍取入镜的据点。